# نيسان ديزل ار ان
نيسان ديزل ار ان (بالإنجليزية: Nissan Diesel RN)‏ هي سيارة ميكروباص أنتجت في 1996 وتوقف إنتاجها في 2003.